# الدوري التركي لكرة اليد
الدوري التركي لكرة اليد (بالتركية: Türkiye Hentbol Süper Ligi)‏ هو الدوري الرئيسي لكرة اليد للمحترفين في تركيا. يدار من قبل اتحاد كرة اليد التركي. تأسس في سنة 1982، ويتكون حاليا من 12 فريقا.